# 구 군위성결교회
구 군위성결교회(舊 軍威聖潔敎會)는 대한민국 대구광역시 군위군 군위읍 동부리에 있는 일제강점기의 건축물이다. 2006년 12월 4일 대한민국의 국가등록문화재 제291호로 지정되었다.

## 개요
기독교가 지방에 정착하면서 충실하게 지어진 교회당 건축물의 효시. 1920년대 토착화된 교회의 모습을 보여준다.

## 지정 사유
기독교가 지방에 정착하면서 충실하게 지어진 교회당 건축물의 효시이다. 1937년 기존의 교회당을 철거하고 건축하였다. 외부는 비교적 원형이 잘 보존되어 있으나, 내부는 유치원 교사 등의 용도변경으로 변형되었다. 교회당 정면의 남녀구분 출입현관 앞의 포치 등의 입면구성과 창호 디테일은 양식교회 건축의 토착화 정도를 가늠케 한다. 1920년대 토착화된 교회의 모습을 보여주고 있어 건축사적 가치가 있다.

## 참고 자료
- 구 군위성결교회 - 국가유산청 국가유산포털
- 최석호 박사의 골목길 기독교 역사산책 -군위 - 한국성결신문